# Grabina (Zagórów)
Pour les articles homonymes, voir Grabina.
Grabina (prononciation : [ɡraˈbina]) est une localité polonaise de la gmina de Zagórów dans le powiat de Słupca de la voïvodie de Grande-Pologne dans le centre-ouest de la Pologne.
La localité possédait une population de 8 habitants en 2004.

## Histoire
De 1975 à 1998, la localité faisait partie du territoire de la voïvodie de Konin.

Depuis 1999, Grabina est situé dans la voïvodie de Grande-Pologne.